# Hans Runge
Pour les articles homonymes, voir Runge.
 (décembre 2014).
Si vous disposez d'ouvrages ou d'articles de référence ou si vous connaissez des sites web de qualité traitant du thème abordé ici, merci de compléter l'article en donnant les références utiles à sa vérifiabilité et en les liant à la section « Notes et références ».
Hans Runge, né le 12 juin 1962 à Hamelin est le nom original de Sahnie, ancien bassiste du groupe Die Ärzte jusqu’en 1985.
On prétend qu'il devait son surnom au fait qu’il envoyait des bonbons dans le public aux concerts. On dit que c’était une allusion à Campino, chanteur du groupe « Die Toten Hosen » qui le fait avec des bonbons « Campino ».
Sahnie composait rarement. 
Comme Farin et Bela, les autres membres, disaient que Sahnie n’était pas très talentueux et fiable. Il disait à Farin que Bela B. était la raison de leur manque de succès. De plus, il a affirmé que le groupe ne pourrait pas se passer de lui à cause de son bel air. 
Bela et Farin paient un dédommagement de 10 000 DM et Sahnie quittait le groupe. 
Depuis lors, Sahnie se dispute avec Bela B. et Farin par des allusions. 1989, son album „Er(z)ste Sahne“ publie, mais il n’était pas un grand succès. 
Aujourd’hui, il travaille en Malaisie dans une entreprise software.